# رولف جيرار
رولف جيرار (بالإنجليزية: Rolf Gérard)‏ (و. 1909 – 2011 م) هو سينوغراف، ومصمم أزياء، ورسام بريطاني، ولد في برلين، توفي في أسكونا، عن عمر يناهز 102 عاماً.

## وصلات خارجية
- رولف جيرار على موقع IMDb (الإنجليزية)
- رولف جيرار على موقع قاعدة بيانات برودواي على الإنترنت (الإنجليزية)
- رولف جيرار على موقع قاعدة بيانات الفيلم (الإنجليزية)

- رولف جيرار في قاعدة بيانات الأفلام على الإنترنت